# Новоилларионовское
Новоилларионовское (укр. Новоіларіонівське) — село,
Писаревский сельский совет,
Синельниковский район,
Днепропетровская область,
Украина.
Код КОАТУУ — 1224886807. Население по переписи 2001 года составляло 165 человек.

## Географическое положение
Село Новоилларионовское находится на левом берегу реки Нижняя Терса в месте слияния её с рекой Средняя Терса,
выше по течению на расстоянии в 2 км расположено село Марьевка,
ниже по течению на расстоянии в 2 км расположено село Пристень.
По селу протекает пересыхающий ручей.